# 蒙加鲁
蒙加鲁（法語：Montgaroult，法語發音：[mɔ̃ɡaʁu] ⓘ）是法国奥恩省的一个旧市镇，属于阿让唐区。2018年，蒙加鲁与临近的2个市镇合并为新市镇奥恩河畔蒙。

## 地理
蒙加鲁（48°44'55"N, 0°7'53"W）面积13.87 平方千米，位于法国诺曼底大区奧恩省，该省份为法国西北部内陆省份，北起顺时针与卡爾瓦多斯省、厄尔省、厄尔-卢瓦省、萨尔特省、马耶讷省和芒什省接壤。
与蒙加鲁接壤的市镇（或旧市镇、城区）包括：塞朗、巴蒂伊、拉库尔布、埃库谢莱瓦莱、日耶勒-库尔泰耶、古莱、阿布洛维尔、奥恩河畔穆兰、里村、桑蒂伊。
蒙加鲁的时区为UTC+01:00、UTC+02:00（夏令时）。

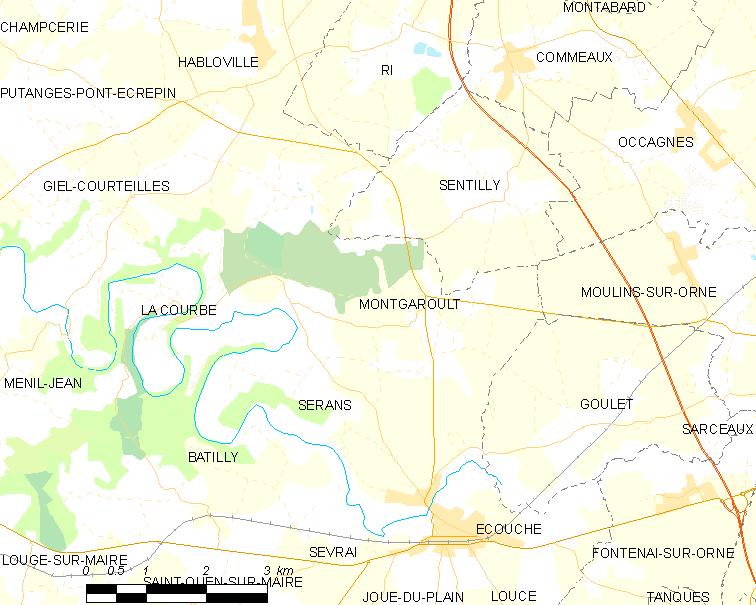
蒙加鲁的OSM定位图

## 行政
蒙加鲁的邮政编码为61150，INSEE市镇编码为61285。

## 政治
蒙加鲁所属的省级选区为马尼勒代塞尔县。

## 人口

1962-2008年间蒙加鲁人口变化图示

蒙加鲁于2018年1月1日时的人口数量为373人。